# Skisprung-Weltcup in Hinzenbach
Koordinaten: 48° 19′ 27,8″ N, 13° 59′ 39,1″ O
Der Skisprung-Weltcup in Hinzenbach gehört seit der Saison 2011/12 zum Skisprung-Weltcup. Er wird vom Internationalen Ski-Verband (FIS), das OK-Team für den Damen-Weltcup und der OK-Chef Bernhard Zauner veranstaltet. Die Wettbewerbe finden auf der HS 90 Aigner-Schanze statt und sie befindet sich in Hinzenbach in der Ortschaft Unterleiten. Im Sommer findet an gleicher Stelle der Sommer-Grand-Prix statt.

## Geschichte
Am 9. und 10. Oktober 2010 wurde die Aigner-Schanze eingeweiht und in diesem Rahmen gab es zwischen der FIS und dem Österreichischen Skiverband (ÖSV) Gespräche einen Damen-Weltcup zu veranstalten. Am 4. und 5. Februar 2012 gab es den ersten Damen-Weltcup in Österreich. Am ersten Wettkampftag musste der zweite Durchgang kurz vor Ende wegen widriger Witterungsbedingungen abgebrochen werden. Im Jahr 2013 wurde aus terminlichen Gründen kein Weltcup ausgetragen. Am 7. Februar 2016 sprang die Japanerin Sara Takanashi im ersten Durchgang mit 98 Metern einen neuen Schanzenrekord. Die beiden geplanten Weltcup-Wettkämpfe am 3. und 4. Februar 2018 sind wegen warmer Temperaturen und Schneemangels ausgefallen.

## Ergebnisse
| Auflage | Saison  | 1. Platz | 2. Platz | 3. Platz |
| ------- | ------- | --- | --- | --- |
| 01      | 2011/12 | Daniela Iraschko                                                                                               | Sarah Hendrickson                                                                                              | Katja Požun |
| 01      | 2011/12 | Daniela Iraschko                                                                                               | Sarah Hendrickson                                                                                              | Lindsey Van |
| 02      | 2013/14 | Sara Takanashi                                                                                                 | Daniela Iraschko-Stolz                                                                                         | Maja Vtič |
| 02      | 2013/14 | Sara Takanashi                                                                                                 | Daniela Iraschko-Stolz                                                                                         | Julia Kykkänen                                                                                                 |
| 03      | 2014/15 | Daniela Iraschko-Stolz                                                                                         | Carina Vogt | Sara Takanashi                                                                                                 |
| 03      | 2014/15 | Carina Vogt | Daniela Iraschko-Stolz                                                                                         | Špela Rogelj                                                                                                   |
| 04      | 2015/16 | Sara Takanashi                                                                                                 | Daniela Iraschko-Stolz                                                                                         | Maren Lundby                                                                                                   |
| 04      | 2015/16 | Sara Takanashi                                                                                                 | Daniela Iraschko-Stolz                                                                                         | Jacqueline Seifriedsberger                                                                                     |
| 05      | 2016/17 | Sara Takanashi                                                                                                 | Katharina Althaus                                                                                              | Carina Vogt |
| 05      | 2016/17 | Sara Takanashi                                                                                                 | Carina Vogt | Maren Lundby                                                                                                   |
| 06      | 2017/18 | Zwei getrennte Wettkämpfe mit je zwei Durchgängen sind wegen warmer Temperaturen und Schneemangels ausgefallen | Zwei getrennte Wettkämpfe mit je zwei Durchgängen sind wegen warmer Temperaturen und Schneemangels ausgefallen | Zwei getrennte Wettkämpfe mit je zwei Durchgängen sind wegen warmer Temperaturen und Schneemangels ausgefallen |
| 07      | 2018/19 | Maren Lundby                                                                                                   | Juliane Seyfarth                                                                                               | Katharina Althaus                                                                                              |
| 07      | 2018/19 | Maren Lundby                                                                                                   | Sara Takanashi                                                                                                 | Katharina Althaus                                                                                              |
| 08      | 2019/20 | Chiara Hölzl                                                                                                   | Maren Lundby                                                                                                   | Eva Pinkelnig                                                                                                  |
| 08      | 2019/20 | Chiara Hölzl                                                                                                   | Eva Pinkelnig                                                                                                  | Lara Malsiner                                                                                                  |
| 09      | 2021/22 | ÖsterreichChiara Kreuzer Jacqueline Seifriedsberger Lisa Eder Marita Kramer                                    | RusslandAlexandra Kustowa Irma Machinja Sofja Tichonowa Irina Awwakumowa                                       | SlowenienUrša Bogataj Maja Vtič Špela Rogelj Nika Križnar                                                      |
| 09      | 2021/22 | Urša Bogataj                                                                                                   | Nika Križnar                                                                                                   | Lisa Eder |
| 09      | 2021/22 | Nika Križnar                                                                                                   | Marita Kramer                                                                                                  | Joséphine Pagnier                                                                                              |
| 10      | 2022/23 | Eva Pinkelnig                                                                                                  | Ema Klinec | Nika Prevc |
| 10      | 2022/23 | Chiara Kreuzer                                                                                                 | Eva Pinkelnig                                                                                                  | Nozomi Maruyama                                                                                                |
| 11      | 2023/24 | Eva Pinkelnig                                                                                                  | Jacqueline Seifriedsberger                                                                                     | Katharina Schmid                                                                                               |
| 11      | 2023/24 | Eva Pinkelnig                                                                                                  | Nika Prevc | Jacqueline Seifriedsberger                                                                                     |
| 12      | 2024/25 | Nika Prevc | Selina Freitag                                                                                                 | Jacqueline Seifriedsberger                                                                                     |
| 12      | 2024/25 | Nika Prevc | Selina Freitag                                                                                                 | Abigail Strate                                                                                                 |